# Liobagrus andersoni
Liobagrus andersoni es una especie de pez de la familia Amblycipitidae en el orden de los Siluriformes.

## Morfología
• Los machos pueden llegar alcanzar los 15 cm de longitud total.

## Hábitat
Es un pez de agua dulce y de clima templado.

## Distribución geográfica
Se encuentran en Asia: Corea del Sur.